# Forest (Guernsey)
Forest (fr. La Forêt, dgèrnésiais La Fouarêt) – miasto na wyspie Guernsey (Wyspy Normandzkie), w terytorium o tej samej nazwie; 1 600 mieszkańców (2006); ośrodek przemysłowy. Forest był pierwszą parafią na wyspie - znajduje się na południu Guernsey i graniczy z parafiami św. Piotra na zachodzie, św. Zbawiciela na północnym zachodzie, św. Andrzejem na północy i św. Marcinem na wschodzie.